# Quatit
«  Coatit » redirige ici. Ne pas confondre avec Coati.
Pour les articles homonymes, voir Coatit (homonymie).
Quatit (ዃዕቲት en tigrigna, Coatit en italien), également connue sous le nom de Qua'atit, est une ville située dans la région de Debub, en Érythrée. Elle se trouve à environ 16 kilomètres à l'ouest d'Adi Keyh.

## Histoire
Entre le 13 et le 14 janvier 1895, dans le cadre des événements plus vastes de la guerre d'Érythrée, la ville a été le théâtre d'une bataille entre les forces du royaume d'Italie et celles de la région de Tigré, remportée par les premières.

## Géographie
Quatit est située dans le sud de l'Érythrée, à environ 100 km de la capitale, Asmara.

## Démographie
La population de Quatit est d'environ 1 000 à 3 000 personnes. La plupart des habitants du village sont des chrétiens orthodoxes, avec quelques familles musulmanes. La langue parlée à Quatit est le tigrinya.

## Religion
Il y a deux églises orthodoxes à Quatit : Selassie (Trinité) et Amnaargauwi. Il y a une mosquée dans le village.

## Économie
La plupart des résidents sont des agriculteurs et des éleveurs de bétail, avec quelques commerçants. Le principal revenu provient de l'agriculture. Les villageois cultivent une variété de céréales, dont le teff, le maïs, le sorgho et le blé, ainsi que des oignons, des papayes, des oranges, des citrons, des tomates, des pommes de terre et des carottes. Les familles élèvent également du bétail sous forme de chèvres, de moutons, de vaches, de chameaux et d'ânes. Chaque samedi, il y a un marché au centre de la ville, où l'on peut acheter et vendre des fruits et légumes, du teff et d'autres céréales, ainsi que des animaux. Quatit n'a pas d'électricité, ni d'internet. Il n'y a pas d'investissements étrangers à Quatit, et il n'y a pas d'usines ou d'industries dans le village. Le dimanche est le jour officiel de repos, et aucun magasin ne fonctionne ce jour-là.

## Culture et vie contemporaine
La plupart des garçons jouent le rôle de bergers. Habituellement, le travail de berger commence à l'âge de 7-9 ans jusqu'à environ 13 ans, lorsque le travail est transmis à un frère ou une sœur plus jeune. L'école a deux équipes, celle du matin et celle de l'après-midi, ce qui permet aux enfants d'aider leur famille tout en allant à l'école. Quelques filles font également office de bergères. On attend surtout des filles qu'elles aident leur mère dans les tâches ménagères, comme le transport de l'eau. Les puits de May Bello et May Fallo sont utilisés pour la baignade et pour les animaux. Le puits May Brazio sert à boire. Les sports populaires sont le football, le basket-ball, la course à pied et le lancer de poids. Ils peuvent être pratiqués dans les équipes sportives scolaires. Les aliments les plus consommés sont le pain injera et le suwa, un alcool brassé à la maison.

## Structures importantes
Quatit compte deux églises, une mosquée et un hôpital. Il y a également une base militaire italienne abandonnée près du village, appelée Forto.

## Gouvernement
Quatit administre quatre autres villages plus petits : Adiferti, Maadurba, Adohi et Adi'etkat.

## Éducation
Quatit possède une école maternelle, une école élémentaire, un collège et un lycée. L'école a une équipe du matin et une équipe de l'après-midi, ce qui permet aux enfants d'aider leur famille et d'aller à l'école.

## Transport
Il y a des bus pour Asmara, Dekemhare et Adikeih. Le bus de Dekemhare à Quatit passe une fois par jour, et le bus pour Asmara passe trois fois par semaine. Quatit n'est pas desservie par des trains ou des avions.

## Personnalités notables
- Tsèhaytu Bèraki (chanteuse). Elle est connue pour ses chansons d'amour et sa musique traditionnelle. Tsehaytu chante en tigrigna et réside à Asmara.
- Zerisenay Girmay (chanteur). Il est connu pour ses chansons politiques et réside aujourd'hui en Suisse.
- Tekie Gezae (chanteur). Il est connu pour ses chansons politiques et réside aujourd'hui à Tel Aviv, en Israël.

## source
- (en) Cet article est partiellement ou en totalité issu de l’article de Wikipédia en anglais intitulé « Quatit, Eritrea » (voir la liste des auteurs).